# Zheda Pixing 1
Zheda Pixing 1  – chiński pikosatelita technologiczny, opracowany wspólnie przez Uniwersytet Zhejiang, Szanghajski Instytut Mikroukładów i Informatyki oraz Chińską Akademię Nauk, do badań nad mikrourządzeniami elektromechanicznymi.
MEMS-Pico, jak jest nazywany w krajach anglojęzycznych, jest satelitą swobodnym, czyli nie posiada układu kontroli pozycji na orbicie ani napędu. Nie ma też układów ruchomych, a składa się jedynie z elektroniki i jej obudowy. Statek ma kształt dwudziestosześciościanu, którego 18 ścian jest kwadratowych, a 8 trójkątnych. Siedemnaście kwadratowych ścian pokrywają ogniwa słoneczne o łącznej powierzchni 270 cm², wytwarzające około 2 W energii elektrycznej.
Ładunek satelity stanowi elektromechaniczny mikroczujnik podczerwieni i kamera cyfrowa wykonana w technologii CMOS. Do komunikacji z nim służy nadajnik i odbiornik pasma S. Odbiór odbywa się na częstotliwości 2,1 GHz, a nadawanie 2,3 GHz, z szybkością 4 kB i modulacją QPSK nośnej. Z uwagi na dużą różnicę częstotliwości nadawania i odbioru statek używa dwóch zestawów dwuantenowych. Rozmieszczone są one naprzeciwko siebie, na trójkątnych bokach statku.